# Ischnosiphon obliquus
Ischnosiphon obliquus là một loài thực vật có hoa trong họ Marantaceae. Loài này được (Rudge) Körn. mô tả khoa học đầu tiên năm 1859.